# Бернгард III (герцог Саксен-Майнінгенський)
Бернгард III (нім. Bernhard III.), повне ім'я Бернгард Фрідріх Вільгельм Альбрехт Георг (нім. Bernhard Friedrich Wilhelm Albrecht Georg), ( 1 квітня 1851 —  16 січня 1928) — останній герцог Саксен-Майнінгену у 1914—1918 роках, син попереднього герцога Саксен-Майнінгену Георга ІІ та прусської принцеси Шарлотти. Філолог, перекладач.
Зробив кар'єру у прусській армії, дослужившись до чина фельдмаршала (11 вересня 1909). Від 1912 року — у відставці.
Успадкував герцогство у віці більше 60 років, напередодні Першої світової війни. Через консервативні пропрусські погляди був непопулярним правителем.
Зрікся престолу наступного дня після кайзера Вільгельма II. Надалі вів життя приватної особи, мешкаючи у Великому палаці Майнінгена та замку Альтенштайн.

## Біографія
Бернхард з'явився на світ 1 квітня 1851 у Майнінгені. Він став первістком в родині кронпринца Саксен-Майнінгену Георга та його першої дружини Шарлотти Прусської, народившись за десять з половиною місяців після їхнього весілля та за день до батьківського 25-річчя. Згодом у нього з'явилась молодша сестра Марія Єлизавета та брат Георг Альбрехт, який прожив лише три роки. Правителем герцогства в той час був їхній дід Бернхард II. Мешкало сімейство переважно у Берліні та Потсдамі, інколи повертаючись до Майнінгену.

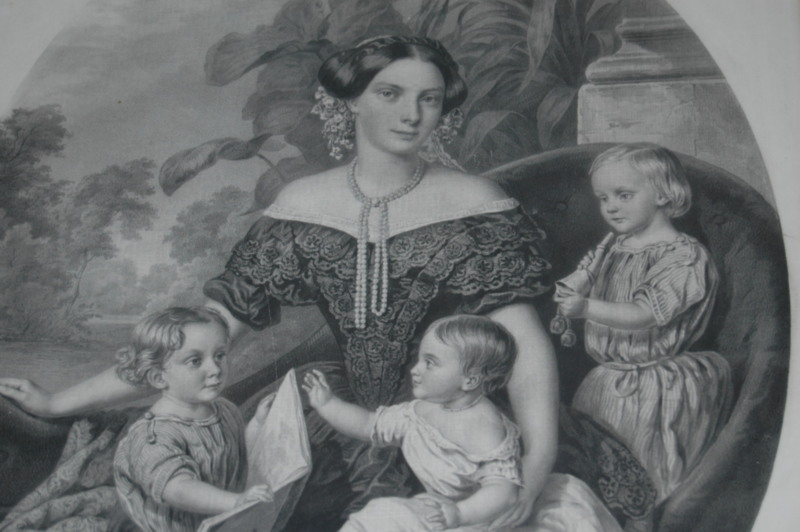
Бернхард в дитячому віці, з матір'ю, братом та сестрою

Незадовго до 4 дня народження Бернхарду, після четвертої вагітності померла його мати. Батько дуже сумував за нею і у 1858 році знову одружився. Мачухою дітей стала Феодора Гогенлое-Лангенбурзька. Від цього союзу батька Бернхард мав двох єдинокровних братів, Фрідріха та Ернста.
Від 1860 року освітою принца займався профессор Вільгельм Россман.
У 1866 році відбулася Австро-прусська війна, внаслідок якої його дід зрікся престолу на користь його батька, і Георг II став герцогом Саксен-Майнінгену, а Бернхард — спадкоємним принцом. Наступного року він став другим лейтенантом Саксен-Майнінгенського піхотного полку, а за три роки — від'їхав для здобуття подальшої освіти до Гайдельберзького університету, де вивчав класичну філологію.
У 1870—1871 роках брав участь у Франко-прусській війні. Служив ординарцем 6-го Тюринзького піхотного полку № 95. Був присутнім на проголошенні Німецької імперії у Версалі. Після цього поновив своє навчання у Лейпцизькому університеті. У 1873 році продовжив військову підготовку у Берліні.
В період 1873—1894 років здійснював численні мандрівки до Греції та Малої Азії, оскільки цікавився новою грецькою мовою. Відвідував різноманітні археологічні об'єкти та спілкувався з відомими археологами.

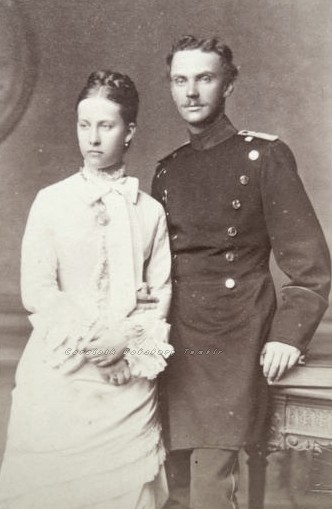
Світлина із нареченою, 1877

У квітні 1877 року заручився із прусською принцесою Шарлоттою, онукою правлячого імператора Вільгельма I. У віці 26 років побрався з 17-річною Шарлоттою, яка доводилась йому також троюрідною сестрою. Вінчання пройшло 18 лютого 1878 року в Берліні. Весілля було подвійними: тоді ж одружувались спадкоємний принц Ольденбурзький Фрідріх Август із прусською принцесою Єлизаветою Анною. Гостями на церемонії, між іншими, були принц Уельський, герцог Коннаутський, король Бельгії з дружиною.
Молодята оселилася в Берліні на віллі поблизу Нового палацу, яка раніше належала Августі фон Гаррах. Імператор Вільгельм I надав подружжю право користуватися віллою поблизу Тіргартена та перевів Бернхарда до міського полку. Також пара придбала віллу у Каннах, де Шарлотта надалі проводила більшу частину зими. У тому ж році вона завагітніла й у травні 1879 року народила доньку, Феодору (1879—1945) — дружину принца Генріха XXX Ройсса, дітей не мала.
Відразу зненавидівши обмеження, які накладала на неї вагітність, Шарлотта відмовилася мати інших дітей. Після народження доньки вона присвятила свій час розвагам у Берліні та тривалим поїздкам.
У 1882 році Бернхард був переведений до Генштабу і переїхав із Шарлоттою до квартири у Шарлоттенбурзькому палаці.
У 1888 році новим імператором став Вільгельм II, брат Шарлотти. Надалі у будь-яких суперечках пара зважди ставала на його сторону. Вікторія Саксен-Кобург-Готська змальовувала в цей час Бернхарда як зухвалу та грубу людину. У 1889 році він отримав чин генерал-майору, а у 1891 році — став генерал-лейтенантом.
На початку 1891 року столичне суспільство багато говорило про скандал щодо низки анонімних листів, де висміювалися придворні. Автора листів знайдено не було. Існувала думка, що спадкоємна герцогиня Саксен-Майнінгенська може бути причетною. В той же час Шарлотта загубила свій щоденник, де критично висловлювалися з приводу членів своєї родини. Щоденник передали Вільгельму і той був дуже обуреним. Як покарання він перевів Бернхарда в полк, росквартирований у містечку Бреслау, що означало відлучення пари від двору. Також Бернхард і Шарлотта були обмежені в можливості залишати країну, якщо вони не були готові виїжджати без королівських почестей. Бернхард вирішив залишити армію та оселитися на батьківщині. У грудні 1893 року їхнім постійним місцем проживання став Великий палац у Майнінгені.

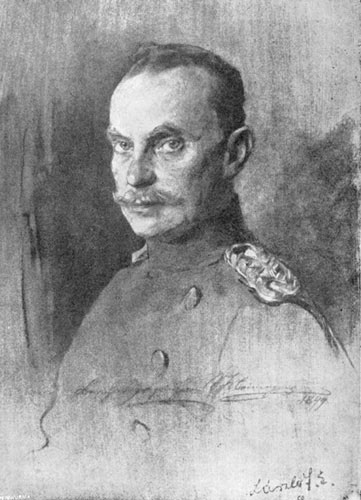
Портрет роботи Філіпа де Ласло, 1899

Від 1896 по 1903 принц числився головнокомандуючим VI армійського корпусу у Вроцлаві. У вересні 1903 року принц став генерал-полковником та генерал-інспектором зі ставкою у Майнінгені. Разом із дружиною багато подорожував імперією. Часто виконував представницькі обов'язки замість старіючого батька. 1909 року отримав чин фельдмаршала, а у 1912 році — остаточно вийшов у відставку та поселився у Майнінгені.
У червні 1914 року перед Сараєвськими подіями став правлячим герцогом Саксен-Майніінгену у віці 63 років. Його консервативні пропрусські погляди не принесли йому популярності в країні. Із початком бойових дій, передавши регентство Шарлотті, вирушив на фронт для інспекції майнінгенських військ. Його брат Фрідріх загинув у серпні 1914 року в битві при Шарлеруа, у тому ж місяці було вбито його внучатого племінника Ернста у французькому Мобежі. Ще двоє синів його брата Ернста загинуло згодом.
10 листопада 1918 року під тиском майнінгенських робітничих рад Бернхард зрікся престолу. Його спадкоємець Ернст підтвердив зречення 12 листопада. Була проголошена Вільна держава Саксен-Майнінген, яка проіснувала до 1 травня 1920 року.
30 грудня 1918 року з герцогом була підписана угода щодо його власності та фінансів. Серед іншого, 45211 га лісу та місцини зі сланцевими породами у Леестені ставали власністю держави. Як компенсацію Бернхард мав отримати 11 мільйонів марок, проте ця сума не була сплачена і герцог отримав лише 4,5 % відсотків з неї як щомісячну пенсію. Він продовжував жити у своєму колишньому герцогстві, мешкаючи у Великому палаці Майнінгена та замку Альтенштайн. Його дружина померла менш, ніж за рік після Листопадової революції, у Баден-Бадені.
Пішов з життя у Майнінгені за часів Веймарської республіки, 16 січня 1928 року. Був похований 21 січня поруч із дружиною у парку Альтенштайна.

## Нагороди

### Прусське королівство
- Залізний хрест 2-го класу
- Королівський орден дому Гогенцоллернів, великий командорський хрест (2 квітня 1877)
- Орден Чорного орла з ланцюгом
  - орден (23 квітня 1877)
  - ланцюг (1878)
- Орден Червоного орла, великий хрест (23 квітня 1877)
- Почесний доктор університету Бреслау

### Велике герцогство Баденське
- Орден Вірності (Баден) (1881)
- Орден Бертольда I (1881)
- Орден Церінгенського лева, великий хрест

### Саксонське королівство
- Орден Рутової корони (1885)
- Військовий орден Святого Генріха, лицарський хрест

### Російська імперія
- Орден Святого Олександра Невського (29 серпня 1896)
- Орден Андрія Первозванного

### Інші країни
- Орден дому Саксен-Ернестіне
  - великий хрест (1869)
  - великий магістр (25 червня 1914)
- Орден Білого Сокола, великий хрест (Велике герцогство Саксен-Веймар-Айзенаське; 1870)
- Орден Людвіга (Гессен-Дармштадтське ландграфство), великий хрест (18 лютого 1878)
- Орден Заслуг герцога Петра-Фрідріха-Людвіга, великий хрест з короною в золоті (Велике герцогство Ольденбурзьке; 18 лютого 1878)
- Орден Леопольда I, велика стрічка (Бельгія; 25 лютого 1878)
- Королівський угорський орден Святого Стефана, великий хрест (Австро-Угорщина; 1887)
- Орден Лазні, почесний великий хрест (Британська імперія; 21 червня 1887)
- Орден хризантеми з великою стрічкою (Японська імперія; 5 лютого 1896)